# Фостер, Марк (музыкант)
Марк Де́рек Фо́стер (англ. Mark Derek Foster; род. 29 февраля 1984) — американский певец, автор песен и мультиинструменталист. Наиболее известен как лид-вокалист группы Foster the People.

## Ранние годы
Фостер родился в Сан Хосе, Калифорния. Является единственным ребёнком в семье. Марку было 2-3 года, когда он начал играть на фортепиано. В 4 пел в Кливлендском хоре.
После окончания средней школы Нордония, что в пригороде Кливленда, Марк переехал к своему дяде в Лос-Анджелес, чтобы продолжить заниматься музыкой. Он работал на разных работах, постепенно обзаводясь всякими связями в Голливуде.
«Я чувствовал себя 18-летним Хантером Томпсоном (известный писатель и журналист). Я просто погрузился в эту субкультуру Голливудских холмов. В первые годы пребывания в Лос-Анджелесе Марк боролся с наркотической зависимостью: Это было мрачное время. Мои друзья думали, что я умру. Я был ослеплен наркотиками. В 19 лет отказался от употребления наркотиков».
В свои первые шесть лет в Лос-Анджелесе, Фостер не имел большого успеха в музыке в качестве сольного исполнителя. Когда ему было 22 года, ему была предоставлена возможность поработать с лейблом Aftermath Entertainment, принадлежащим рэперу Dr. Dre. Однако сделка провалилась, и он остался без возможностей для сольной музыкальной карьеры.
В то же время Фостер страдал наркозависимостью. увидев, как она действует на его здоровье и на здоровье его друзей, он решил самостоятельно с ней бороться. Его сосед по комнате актёр и певец Брэд Ренфро также страдал наркозависимостью. Он умер 15 января 2008 года от передозировки героина. Через пятнадцать месяцев после смерти своего бывшего соседа по комнате, Фостер выпустил песню под названием Downtown, в которой он размышляет о жизни и смерти Ренфро.

## Творчество
В годы пребывания в Лос-Анджелесе он пытался собрать свою группу. Даже какое-то время играл в хардкор метал/панк-группе. Когда ему было где-то около 25 лет начал сольную карьеру. И сначала выступал в барах и клубах. Марк написал песню «I Would Dо Anything For You», когда работал сольно. Это песня была включена в эпизод шоу «Подружка Пэрис Хилтон» в ноябре 2008-го года. «Color On The Walls (Don’t Stop)» (тогда была известна как «Kids») тоже была включена в один из эпизодов. В музыке Марк пытался смешивать разные жанры: «У меня были песни в стиле хип-хоп, электроника, классические фортепьянные песни… чтобы собрать все это в один жанр мне потребовалось 6 лет». Но Марк по-прежнему желал стать частью группы. Свое творчество тогда он описывает так: «Был только я и ноутбук… это было ужасно и я знал, что мне нужна группа».
В 2009 году Фостер записал и выпустил свой первый и пока единственный сольный альбом Solo Songs . Альбом из девяти треков содержал демо-версии двух песен из альбома Torches : «Don’t Stop (Color on the Walls)» и «I Would Do Anything for You». Другая песня под названием «Polartropic (You Don’t Understand Me)» была включена в саундтрек к анимационному фильму 2012 года Frankenweenie.
Последняя работа Фостера, перед началом существования FOSTER THE PEOPLE — это написание джинглов (коротких песенок, которые длятся не более 20 секунд и звучат в рекламных роликах) для музыкальной компании «Mophonics». Джинглы Марка звучали в рекламе спортивного питания «Muscle Milk».
В октябре 2009 года Фостер организовал группу из трех человек, состоящую из его коллеги Марка Понтия и давнего друга Джейкоба «Cubbie» Финка. Понтию настолько понравился музыкальный стиль Фостера, что он покинул свою группу Malbec, чтобы присоединиться к Фостеру в качестве барабанщика новой группы. Финк недавно потерял свою должность в телекомпании в результате рецессии, поэтому он присоединился к ним в качестве басиста. Первоначально группу собирались называть «Foster and the People», но после того, как большинство его друзей перепутали название, и сказали «Foster the People», Фостер решил назвать группу именно так.

## Личная жизнь
В апреле 2019 года Фостер обручился с актрисой Джулией Гарнер. В декабре того же года пара сочеталась браком.